# Seven Hills
Seven Hills es un suburbio de Sídney, Australia situado 30km al noroeste del Centro de Sídney en la comuna de Blacktown. Seven Hills está conectado con el Centro de Sídney con un tren. Es un suburbio de 6500 habitantes.
Previo al asentamiento europeo en los años 1790, el área ahora conocida como Seven Hills fue colonizada y ocupada originalmente durante cientos, si no miles, de años por pueblos indígenas que muy probablemente se habrían identificado con los clanes Warmuli y Toogagal, de la nación Darug. La vecindad de Seven Hills fue visitada por primera vez por europeos muy temprano en el establecimiento de la colonia de Nueva Gales del Sur, posiblemente para abril de 1788 por el almirante Arthur Phillip o más seguramente por Watkin Tench en junio de 1789.